# Wincenty Musialik
Wincenty Musialik (Muschalik) (ur. 30 marca 1859 w Bytomiu, zm. 15 sierpnia 1923 w Piaśnikach) — ksiądz katolicki, proboszcz parafii św. Augustyna w Lipinach, dzielnicy Świętochłowic.
Urodzony w rodzinie Jana i Marii z domu Koschmider (Kośmider) w Bytomiu. Był przez cztery lata uczniem gimnazjum bytomskiego, następnie gimnazjum w Raciborzu (do 23 września 1881). W latach 1881–1896 studiował teologię na wydziale teologicznym uniwersytetu wrocławskiego. Po roku pobytu w alumnacie przyjął święcenia kapłańskie 17 lipca 1887 r. z rąk Księcia Biskupa Herzoga. Jego pierwszą placówką w której pełnił służbę jako wikary, była parafia w Krzyżownikach k. Głubczyc. W 1891 został skierowany do Drołtowic (Rudelsdorf) w powiecie sycowskim, gdzie jako administrator opiekował się jednocześnie sąsiednimi parafiami: Szczodrów (Schollendorf) i Międzybórz (Neu-Mittelwalde). 17 stycznia 1894 został zatwierdzony na stanowisku proboszcza w Drołtowicach.
Po śmierci ks. Jana Ronczki, ks. Wincenty Musialik otrzymał probostwo w Lipinach (6 listopada 1901). W trudnej lipińskiej parafii jego głównym zajęciem duszpasterskim było zapewnienie wystarczającego miejsca w kościele ze względu na przyrost ludności. Jego dziełem w Lipinach jest powiększenie kościoła i założenie nowego cmentarza oraz nabycie dzwonów. Za jego staraniem powstał interesujący architektonicznie kościół w Chropaczowie, którego budowę rozpoczęto w 1911 według planów katowickiego architekta Maxa Giemzy. W parafii patronował działalności wielu organizacji w tym Stowarzyszeniu Czeladników, stowarzyszeniu św. Cecylii (założone 1902), polskim grupom Alojzjanów oraz stowarzyszeniom robotniczym św. Józefa. Znający go osobiście ks. Emil Szramek pisze, że ks. Musialik był człowiekiem łagodnego usposobienia i odznaczał się wielką gościnnością. Parafia była trudna, politycznie podzielona, a ludzie chętnie słuchali haseł socjalistycznych. W 1922 w okresie wrzenia poplebiscytowego zmuszony został do zrzeczenia się parafii. Zmarł po krótkiej chorobie w szpitalu w Piaśnikach 15 sierpnia 1923. Został pochowany w Kaplicy Różańcowej parafialnego kościoła w Lipinach.